# Jura (wijnstreek)

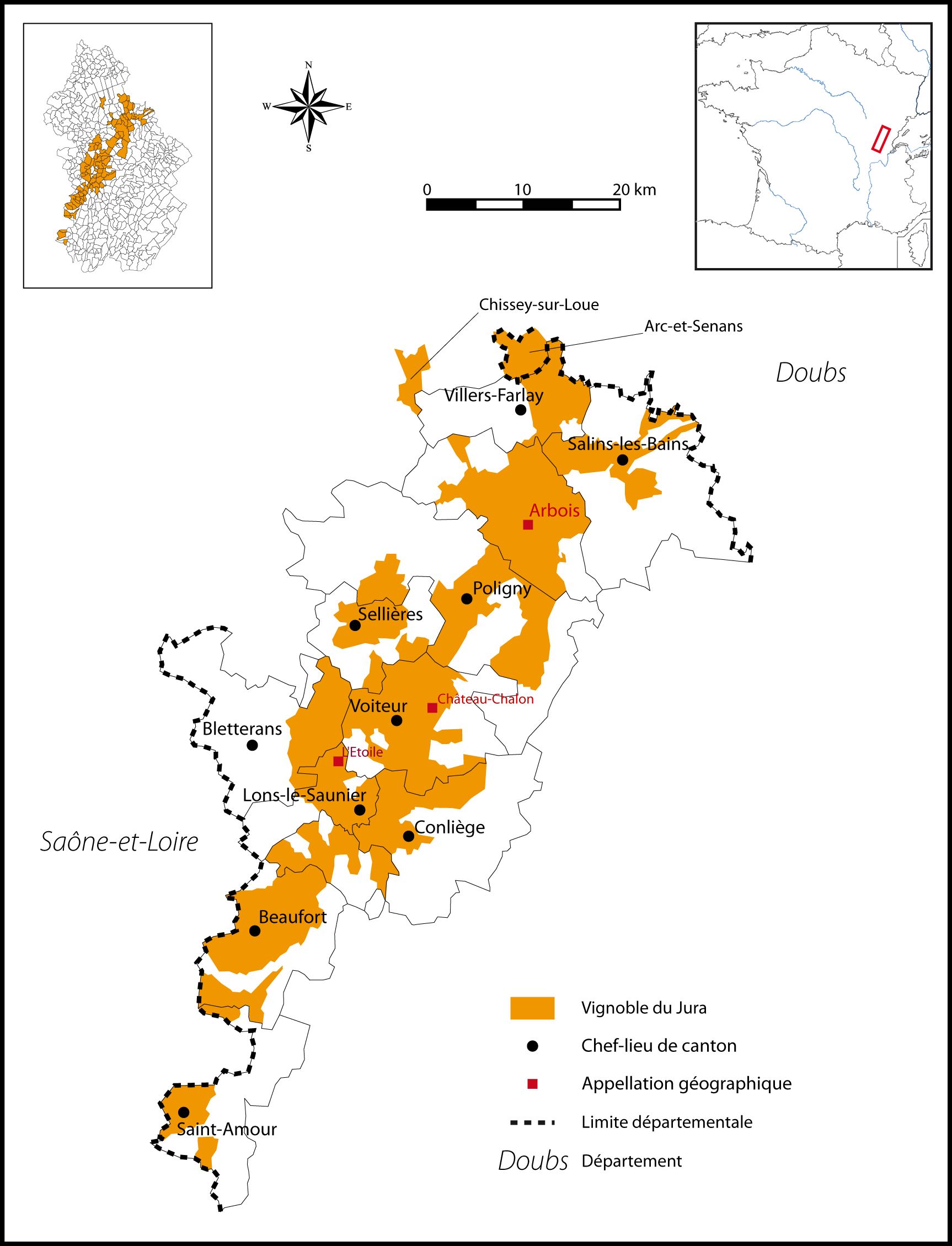
De wijngebieden in de Jura.

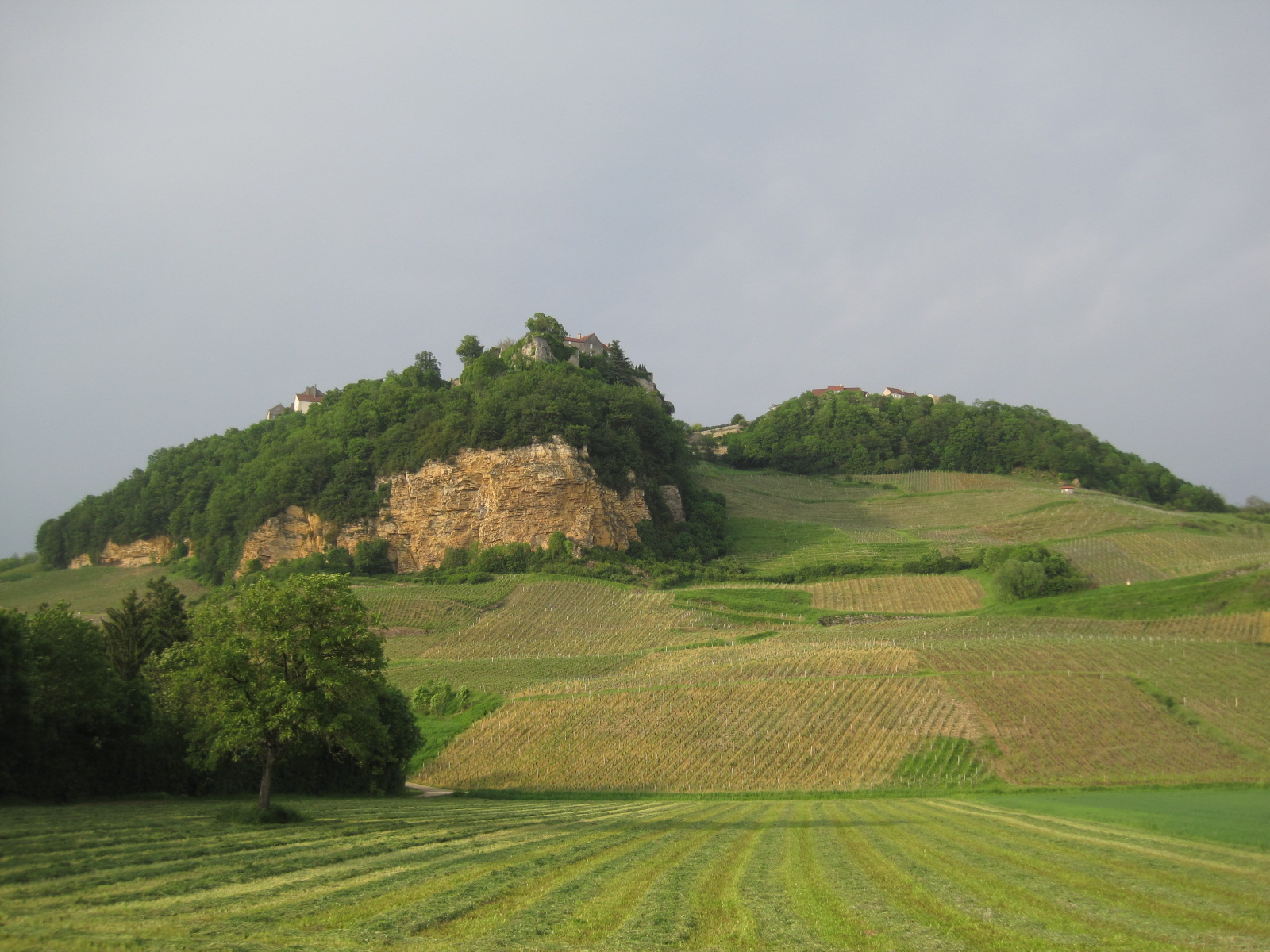
Wijngaarden in het Jura-landschap met zicht op Château-Chalon.

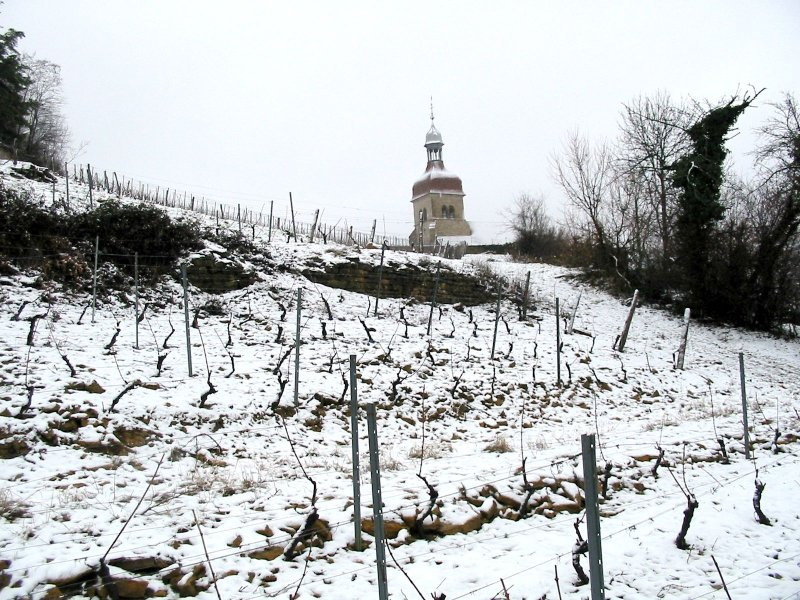
Wijngaard in de winter.

De Jura is een wijnstreek in het oosten van Frankrijk in het departement Jura. Het is gelegen tussen de Bourgogne en de Zwitserse grens op de uitlopers van het Juragebergte in het oostelijke deel van de Saônevallei.
Het gebied kent haar eigen wijnbouwtradities, wijnbehandeling en typische druivenvariëteiten zoals Savagnin, Poulsard, Trousseau en Béclan. Overigens treft men er ook veel Chardonnay – die hier "Melon d'Arbois" wordt genoemd – en Pinot noir aan.
Bijzondere wijnen uit het gebied zijn Vin jaune en Vin de Paille. Verder kent men Macvin du Jura – een Vin de Liqueur – en "Vin Gris" – een zeer bleke, grijs aandoende roséwijn. Voorts worden er mousserende- en “gewone” witte- en rode wijnen gemaakt.

## Geografie en bodem
De wijngaarden liggen op een hoogte van 250 m tot 450 m boven de zeespiegel, op de vlakte voor en flanken ten westen van de bergen van de Jura. Mergel is de belangrijkste bodemsoort. In het noorden is het overwegend kleigrond en in het zuiden overheerst de kalkhoudende bodem.

## Klimaat
Het klimaat is vergelijkbaar met de Bourgogne, maar met relatief koude winters waarbij de temperatuur tot -15 ° Celsius kan zakken. De zomers zijn nagenoeg constant. Gemiddeld schijnt de zon er jaarlijks tussen de 1750 en 1900 uur en is de gemiddelde hoeveelheid neerslag tussen de 1000 en 1400 millimeter.

## Geschiedenis
Wijnbouw in de Jura begon na de verovering van het gebied door de Romeinen. In plaats van wijn te importeren uit Italië, ging men het er zelf maken. Schriftelijke vermelding hiervan staan in de werken van Plinius de Jongere.
Mede dankzij de bekende zoutwaterbronnen in Salins-les-Bains en Lons-le-Saunier, werd de uitvoer naar Zwitserland, België, Nederland en Duitsland vergemakkelijkt via de reeds bestaande handelsbetrekkingen.
Na het ineenstorten van het Romeinse Rijk was er weinig ontwikkeling meer in de wijnbouw. Dit veranderde echter met de oprichting van kloosters in de 5e en 6e eeuw. 
Er zijn documenten uit de 10e eeuw die melding maken van geconcentreerde wijnbouw rond de steden Arbois, Salins-les-Bains en Lons-le-Saunier. Destijds was de Jura een groot wijngebied.
Er ontwikkelde zich toen drie soorten wijn:
- De wijn voor de kloosters en de adel. De hoogste kwaliteit.
- Wijn voor de burgers uit de omgeving van de steden en het platteland
- Voor eigen consumptie was er wijn van de meest eenvoudige gewassen.

Jurawijnen zouden in het bijzonder gewaardeerd zijn door koning  Hendrik IV.
Aan het begin van de 19e eeuw bedroeg het wijngaardenareaal bijna 20.000 hectare met meer dan 40 druivenrassen. Ook Louis Pasteur zou nabij Arbois een wijngaard hebben gehad.
Met de druifluisepidemie werden bijna alle wijnstokken vernietigd. In de jaren hierna is men gaan herbeplanten met als resultaat de eerste AOC in 1936.
Anno 2005 is bijna 2000 hectare beplant, waarop ruim 80.000 hectoliter wijn wordt geproduceerd.

## Herkomstbenamingen
Het gebied kent zes AOC’s:
- AOC Arbois,
- AOC Château-Chalon,
- AOC L’Etoile,
- AOC Côtes du Jura,
- AOC Macvin du Jura,
- AOC Crémant du Jura.

Côtes-du-Jura,
Deze appellation is over het gehele wijnbouwgebied van de Jura te vinden. Het beplante wijnstokkenoppervlak bedraagt per 2002 ongeveer 500 ha met een opbrengst van voornamelijk zo’n 15.000 hl witte wijn.
Arbois,
De benaming AOC Arbois wordt toegekend aan 13 gemeenten rond de stad van Arbois. In 2002 werd op bijna 850 hectare ongeveer 22.500 hectoliter aan rode- en rosewijn geproduceerd. Daarnaast 14.500 hectoliter witte wijn, 539 hl Vin de Paille en 260 hl crémant. Het is daarmee de belangrijkste subregio binnen de Côtes du Jura.
Château-Chalon,
Op slechts 45 hectare wordt rondom het stadje Château-Chalon de meest bekende Vin Jaune gemaakt. In 2002 ongeveer 1650 hl. De kwaliteitseisen zijn hoog. In de jaren 1974, 1980, 1984 en 2001 werd de wijn niet als Vin Jaune erkend en moest daarom als "gewone" Jurawijn verkocht worden.
Verder nog 7.500 hl rode- en rosewijn en 570 hl Vin de Paille.
L’Etoile,
De Appellation L’Etoile is slechts 50 ha. Hier worden uitsluitend hoog-geklasseerde witte wijnen gemaakt. In 2002 was dat 2700 hl.